# 丘德維
50°52′31″N 26°9′21″E / 50.87528°N 26.15583°E
丘德維（烏克蘭語：Чудви），是烏克蘭西北部的村莊，隸屬里夫內州的里夫內區。該村面積0.52平方公里，海拔高度163米，2001年人口220，人口密度每平方公里423.1人。